# 2912 км
2912 км — населённый пункт в Чановском районе Новосибирской области. Входит в Щегловский сельсовет.
Фактически урочище.

## Топоним
До 2017 года официальное название — Остановочная Платформа 2912 км, позже изменено, как и у других НП, областным законом (исключены слова «остановочная платформа»).

## География
Площадь населённого пункта — 2 гектара.

## Население
| 2002 | 2007 | 2010 |
| ---- | ---- | ---- |
| 14   | ↗29  | ↘0   |

## Инфраструктура
В населённом пункте по данным на 2007 год отсутствует социальная инфраструктура.

## Транспорт
Действовала остановочная платформа 2912 км на железнодорожной линии Татарская — Обь.